# Mumblecore
Mumblecore é um sub-gênero de cinema alternativo caracterizado pela atuação naturalística, diálogos em sua maioria improvisados, produção de baixíssimo custo, ênfase no diálogo em vez da trama e na maior parte das vezes focado nas relações pessoais. As temáticas dos filmes do gênero têm sido extremamente variadas, que vão do drama ao terror, passando pela comédia e pelo romance. Cineastas associados ao gênero incluem: Andrew Bujalski, Lynn Shelton, Mark Duplass, Jay Duplass, Aaron Katz, Joe Swanberg, Ry Russo-Young  e Greta Gerwig. Em alguns casos alguns diretores recusam a nomenclatura Mumblecore, ou “geração do resmungo” em tradução-livre. Os principais membros do gênero dizem que o Mumblecore é uma tentativa de se livrar dos clichês que Hollywood impõe ao seu cinema em uma era povoada pela computação gráfica, pelos roteiros previsíveis e desfechos insossos. Os críticos, porém, são quase que uníssonos: falta força para que o Mumblecore se fortaleça como movimento. Há aqueles que dizem que na verdade o gênero é mais uma atualização do New Talkie, movimento que deu longas como Slacker (primeiro filme de Richard Linklater, do premiado Boyhood: Da Infância à Juventude) e Go Fish, sucesso inesperado da incipiente diretora Guinevere Turner (que depois acabou investindo na carreira de roteirista).
O gênero surgiu como um fenômeno norte-americano, porém, filmes Mumblecore brasileiros, indianos e alemães têm sido produzidos.
Um dos primeiros filmes do gênero foi do cineasta Andrew Bujalski, com seu filme "Funny Ha Ha", de 2002, e é considerado um marco no genêro. Por enquanto, público e produtores habitam o universo indie de mostras de cinema e comunidades na web, pela qual normalmente os vídeos são comercializados. De confecção simplória, os filmes são feitos com baixíssimo orçamento, na maioria das vezes com apenas uma câmera digital, em locações caseiras e iluminação ambiente. E, praticamente, não há script: as falas fluem no improviso, de forma totalmente solta. 
Nos últimos anos o movimento ganhou ainda mais força e chamou a atenção de festivais de cinema ao redor do mundo.